# Nevado Quelluani
Nevado Quelluani är ett berg i Bolivia.   Det ligger i departementet La Paz, i den västra delen av landet, 500 km nordväst om huvudstaden Sucre. Toppen på Nevado Quelluani är 5 117 meter över havet.
Terrängen runt Nevado Quelluani är kuperad åt sydväst, men åt nordost är den bergig. Runt Nevado Quelluani är det ganska glesbefolkat, med 32 invånare per kvadratkilometer.. 
Trakten runt Nevado Quelluani består i huvudsak av gräsmarker.